# Haplocheirus
Haplocheirus é um gênero de dinossauro terópode do Jurássico Superior da China. Somente uma espécie foi descrita para o gênero, Haplocheirus sollers.